# Consorciação de culturas
Consorciação de culturas é uma técnica agrícola de conservação que visa a um melhor aproveitamento a longo prazo do solo. Consiste na plantação de espécies diferentes próximas umas das outras.  As espécies escolhidas proporcionam, entre si, vantagens recíprocas quando o seu crescimento se efetua simultaneamente na mesma área agrícola.

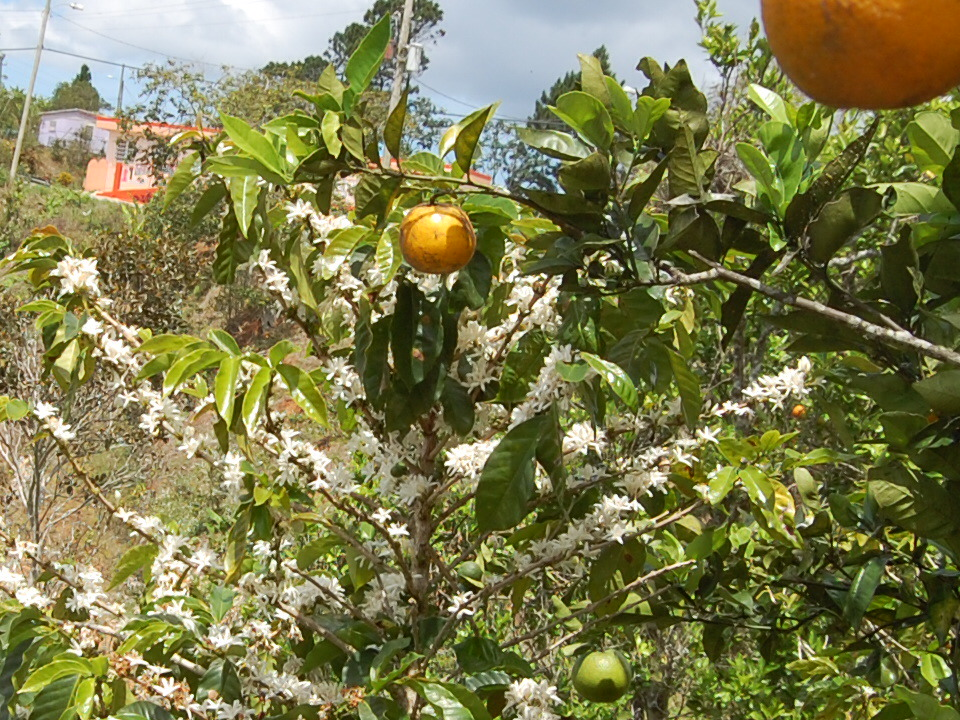
Plantação consorciada de café e laranja em Porto Rico

## Objetivos
- Utilizar da melhor forma a capacidade de produção dos solos, mantendo e melhorando suas propriedades físicas, químicas e biológicas;
- Diminuir a incidência de doenças, pragas e ervas daninhas;
- Reduzir perdas de solo por erosão;
- Diversificar a renda;
- Explorar sinergias.